# Corea del Norte en los Juegos Olímpicos de Innsbruck 1964
Corea del Norte estuvo representada en los Juegos Olímpicos de Innsbruck 1964 por un total de 13 deportistas, 6 hombres y 7 mujeres, que compitieron en 2 deportes.

## Medallistas
El equipo olímpico norcoreano obtuvo las siguientes medallas:
| Nombre      | Deporte               | Competición |
| ----------- | --------------------- | ----------- |
| Oro         |                       |             |
| —           |                       |             |
| Plata       |                       |             |
| Han Pil-Hwa | Patinaje de velocidad | 3000 m F    |
| Bronce      |                       |             |
| —           |                       |             |